# هوری گبشیان
هوری گِبِشیان (ارمنی: Հուրի Գեբեշյան؛ انگلیسی: Houry Gebeshian؛ زادهٔ ۲۷ ژوئیهٔ ۱۹۸۹) یک ژیمناست هنری اهل ایالات متحده آمریکا-ارمنستان است. وی نماینده ارمنستان در بازی‌های المپیک تابستانی ۲۰۱۶ است. وی همچنین به نمایندگی از کشورهای در مسابقات جهانی ژیمناستیک هنری ۲۰۱۱ و مسابقات جهانی ژیمناستیک هنری ۲۰۱۵ شرکت نموده‌است. گِبِشیان در کمبریج، ماساچوست، ایالات متحده آمریکا به دنیا آمده‌است و هم‌اکنون ساکن نیوتون، ماساچوست می‌باشد.